# Erode Attico
Erode Attico del demo di Maratona, il cui nome completo era Lucio Vibullio Ipparco Tiberio Claudio Attico Erode, (in greco antico: Ἡρῴδης ὁ Ἀττικός?, Hērōdēs ho Attikos; in latino: Lucius Vibullius Hipparchus Tiberius Claudius Atticus Herodes; 101 – 177) è stato un letterato, politico e filosofo greco antico.
Fu precettore di retorica, assieme al latino Marco Cornelio Frontone, degli imperatori Marco Aurelio e Lucio Vero, e funzionario dell'Impero romano.

## Biografia

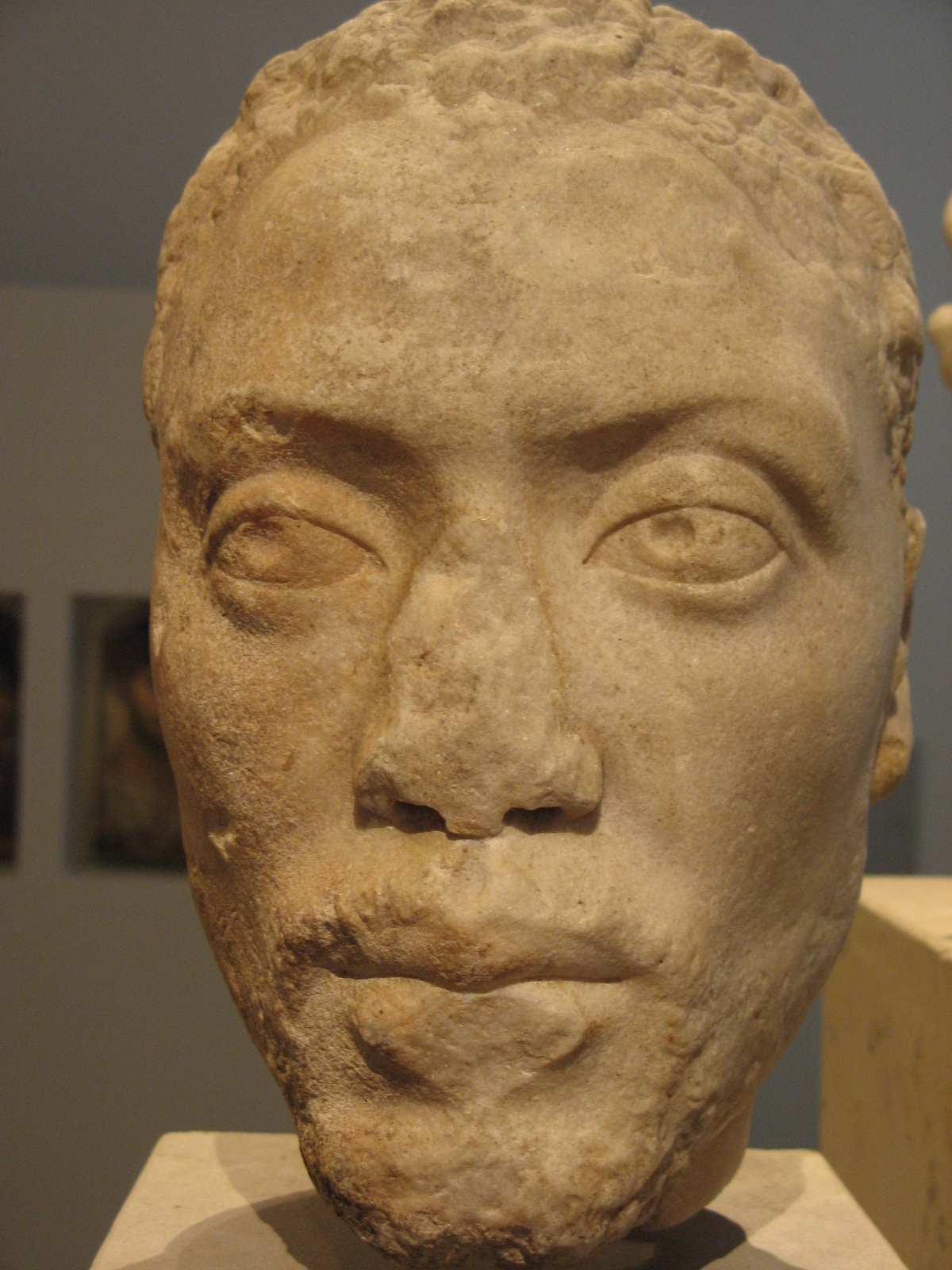
Memnone, figlio adottivo di Erode Attico. Busto in marmo, circa 170. Da villa di Erode Attico in Loukou, Peloponneso.

Erode era un cittadino romano, figlio di Vibullia Alcia Agrippina e di Tiberio Claudio Attico, un banchiere ateniese arricchitosi anche grazie all'esercizio dell'usura; insegnò con notevole successo ad Atene, ed ebbe una reputazione tale che l'imperatore Antonino Pio lo scelse quale precettore dei suoi due figli adottivi, Marco Aurelio e Lucio Vero.
Erode visse a Roma e fu creato console da Antonino Pio nel 143, ed incaricato di governare la Grecia e una parte dell'Asia. Abbellì Atene di monumenti magnifici, quali il famoso teatro detto Odéion (dedicato alla moglie scomparsa, Annia Regilla, uccisa da un liberto forse per suo stesso ordine), tuttora ben visibile in posizione addossata all'Acropoli, e lo stadio dell'Ilisso. In onore della moglie Annia, egli fece inoltre costruire un cospicuo sepolcro a forma di tempietto nei pressi del terzo miglio della via Appia, conosciuto ancora oggi dagli storici come uno dei più bei sepolcri dell'antichità, il cenotafio di Annia Regilla.
Fine sofista, Erode Attico eccelleva soprattutto nell'improvvisazione. Compose un gran numero di discorsi, nessuno dei quali si è conservato; una declamazione riferita a lui, ma la cui paternità è dubbia, si rinviene nelle raccolte di oratori greci.
Aulo Gellio, che ne fu amico, riferisce questa scena a cui aveva assistito. Durante un convivio, giunse un importuno che, dandosi arie da filosofo, pretendeva gli fosse fatta la carità. Erode si lamentò a lungo di coloro che profanano il sacro nome della filosofia ma poi gli diede denari per trenta giorni di cibo e lo fece cacciare. "Gli ho dato - disse - perché sono un uomo, ma non perché è un uomo". In un altro episodio riferito da Gellio, Erode confuta uno stoico che sosteneva l'apatheia, affermando che nessuno può essere esente dalle emozioni e che comunque, anche se qualcuno riuscisse ad esserlo, ciò non sarebbe di alcun vantaggio, poiché le emozioni, purché regolate, sono necessarie alla mente.